# Añana
Añana ist eine spanische Gemeinde in der Provinz Álava (Autonome Gemeinschaft Baskenland).
Die Gemeinde besteht aus zwei Städten, Atiega und Salinas de Añana (auf Baskisch offiziell Gesaltza Añana). Sie liegt 31 Kilometer westlich von der Provinzhauptstadt Vitoria-Gasteiz. In Atiega gibt es einen Rat, der von einem Verwaltungsrat geleitet wird und mit einer gewissen internen Autonomie ausgestattet ist, während Salinas de Añana direkt von der Gemeinde verwaltet wird. Salinas de Añana ist bekannt für seine Salzgewinnung. Bis 1997 hieß die Gemeinde ebenfalls Salinas de Añana.

## Geschichte

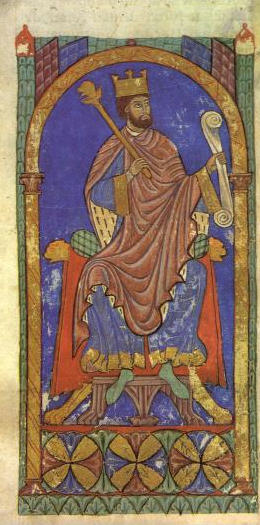
Miniatur, die König Alfons VII. von León darstellt. Grab A der Kathedrale von Santiago de Compostela.

Alfons VII., König des Königreichs Kastilien und des Königreichs León, verlieh Añana 1140 erstmals das Fuero. Die Herrschaft von Salinas de Añana war in den darauffolgenden Jahrhunderten als Infantado de Salinas bekannt, da sie Teil des Erbes oder der Apanage einiger Infantas und andere königliche Damen war; etwa von Königin Eleonore von Kastilien, Tochter von Ferdinand IV. und Schwester von König Alfons XI.
Am 12. April 1375 wurde die Herrschaft von Salinas de Añana von König Heinrich II. per Erbschwur an Leonor Enríquez de Castilla und ihre Erben abgetreten, die Tochter von Fadrique Alfonso, einem Großmeister des Santiagoordens, sowie Enkelin von König Alfons XI. Andere Autoren behaupteten fälschlicherweise, dass Leonor und ihrem Ehemann Diego Gómez Sarmiento die Herrschaft 1377 oder im April 1370 verliehen wurde; um letzteres Datum zu rechtfertigen, argumentierten sie, dass Heinrich II. auf seinem Weg nach Bayonne im Jahr 1373 in Salinas de Añana anhielt und der Taufpate der 1373 geborenen García Fernández Sarmiento war, dem erstgeborene Sohn von Leonor und Diego.
Leonor Enríquez de Castilla erhielt die Herrschaft von Salinas zusammen mit all seinen Einwohnern, Bestimmungen, Dörfern, der Rechtsprechung, der Mero et mixto imperio sowie von Tributen der Krone, etwa von Yantar, Escribanía, Martiniega, Portazgo, Infurciones und den Pechero der Juden. Die Übertragung an diese Dame, wie Urcelay Gaona betonte, unterschied sich nicht von denen, die Heinrich II. anderen Adligen gewährte. Es sei jedoch darauf hingewiesen, dass sich die Krone das Recht vorbehielt, über die Einnahmen aus den Salzminen und Einnahmen, die von den Einwohnern gesammelt wurden, einzusammeln.

### Namensherkunft
Nach der von Julio Caro Baroja entwickelten Hypothese bezeichnen die baskisch-navarresischen Ortsnamen mit der Endung -ana antike römische Städte städtischen Charakters. Nach dieser Hypothese würden die Stadtnamen aus dem Eigennamen ihres ursprünglichen Besitzers gebildet, gefolgt von dem Suffix -anus, das den Besitz bezeichnet, in diesem Fall als weiblicher Akkusativ -ana dekliniert. Añana ist einer der von Caro Baroja als Teil dieser Gruppe zitierten Orte. In Fall von Añana schlug Baroja vor, dass ein bekannter lateinischer Name versteckt wurde: Annius (Annio); der ursprüngliche Toponym wäre daher Anniana gewesen.
Die Stadt erschien zum ersten Mal in einem Dokument im Jahr 978 unter dem Namen Annana und kurz darauf (984) als Agnana. Bereits zu dieser Zeit scheint sich der Salzabbau in der Stadt etabliert zu haben, was sich schließlich im Namen Salinas de Añana zeigte. Obwohl die Gemeinde in der Volkszählung von 1842 als Añana erscheint, hieß die Gemeinde von der folgenden Volkszählung (1857) bis 1997 offiziell Salinas de Añana. 1997 wurde dann der Name Añana wiederhergestellt, jedoch nur für die Gemeinde (zu der auch die Stadt Atiega gehört). Das Hauptbevölkerungszentrum heißt immer noch Salinas de Añana heißt (baskisch: Gesaltza Añana, derzeit ein halboffizieller Name).

## Bevölkerung
Mit seinen 21,92 Quadratkilometern und 142 Einwohnern (Stand: 2024) hat sie eine Bevölkerungsdichte von 6 Einwohnern pro Quadratkilometer.
Folgend die Bevölkerungsentwicklung:

### Bevölkerung nach Orten
Bevölkerungsaufschlüsselung gemäß dem kontinuierlichen Register nach Bevölkerungseinheit des Instituto Nacional de Estadística. Atiega bildet einen Rat, während das Hauptbevölkerungszentrum und die Hauptstadt der Gemeinde, Salinas de Añana, direkt von der Gemeinde verwaltet wird.
| Concejo          | Offizieller Name                | 2000 | 2005 | 2010 | 2015 | 2019 |
| Atiega           | Atiega/Atiaga                   | 15   | 10   | 15   | 16   | 12   |
| Salinas de Añana | Salinas de Añana/Gesaltza Añana | 175  | 175  | 160  | 141  | 144  |
| Gesamt           | Gesamt                          | 190  | 185  | 175  | 157  | 156  |

## Wirtschaft

### Entwicklung der Finanzen
Die ausstehenden Verbindlichkeiten umfassen nur Verbindlichkeiten gegenüber Sparkassen und Banken im Zusammenhang mit Finanzkrediten, festverzinslichen Wertpapieren und Darlehen oder Krediten, die an Dritte übertragen werden; also keine gewerblichen Verbindlichkeiten.
Grafik der Entwicklung der ausstehenden Schulden des Stadtrates zwischen 2008 und 2014 gemäß dem Ministerio de Hacienda y Administraciones Públicas:
Die Schulden pro Einwohner betrugen 2014 896,97 Euro.

## Politik

### Wahlergebnisse

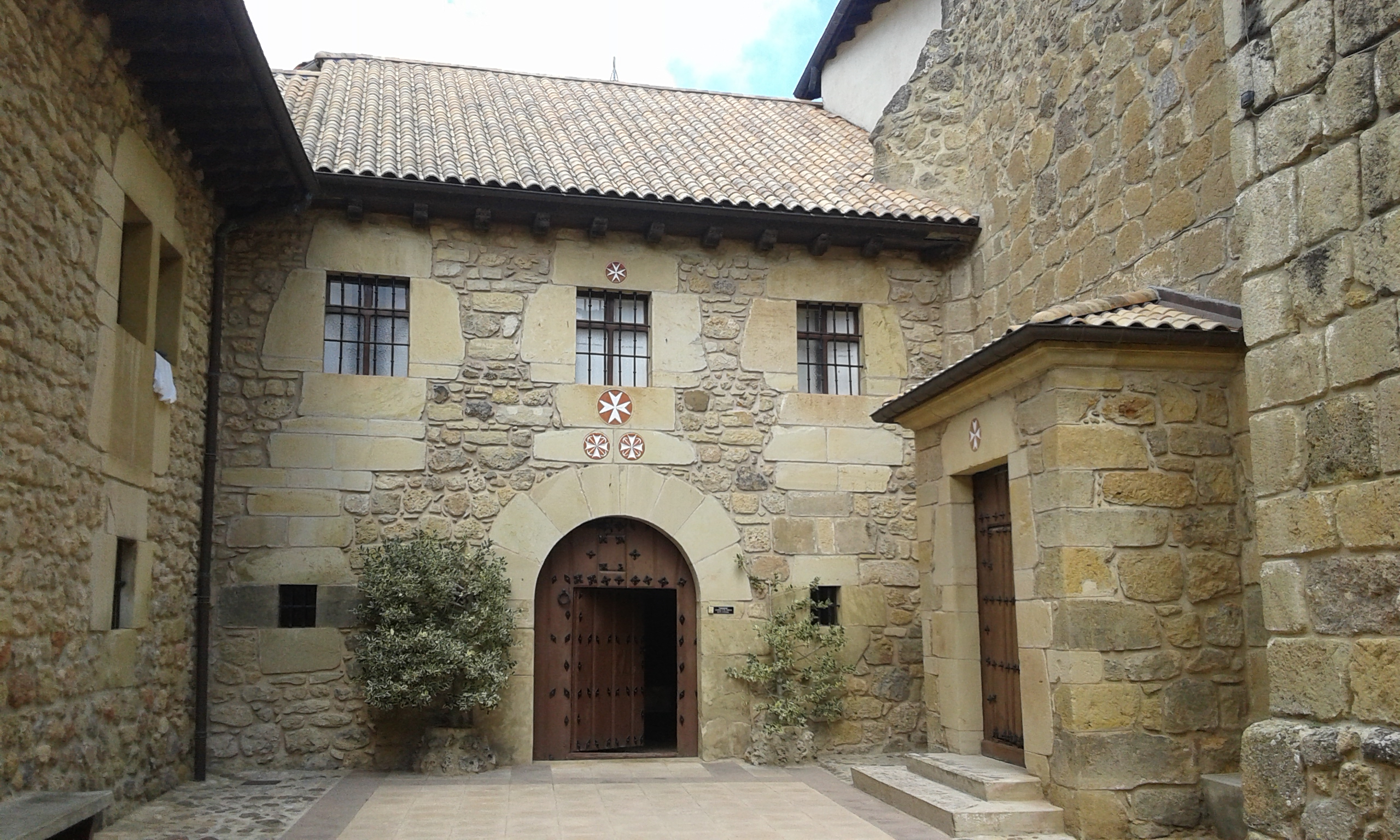
Entrada del convento de San Juan de Acre

| Politische Partei                                            | 2015                | 2015                      | 2011                | 2011                      | 2007                | 2007                      | 2003                | 2003                      | 1999                | 1999                      | 1995                | 1995                      |
| Politische Partei                                            | Prozent der Stimmen | Mitglieder im Gemeinderat | Prozent der Stimmen | Mitglieder im Gemeinderat | Prozent der Stimmen | Mitglieder im Gemeinderat | Prozent der Stimmen | Mitglieder im Gemeinderat | Prozent der Stimmen | Mitglieder im Gemeinderat | Prozent der Stimmen | Mitglieder im Gemeinderat |
| Eusko Alderdi Jeltzalea-Partido Nacionalista Vasco (EAJ-PNV) | 57,14               | 4                         | 68,52               | 4                         | 31,43               | 2                         | 45,33               | 2                         | 54,43               | 4                         | 30,00               | 2                         |
| Añana Aurrera! (AA)                                          | 38,39               | 1                         | -                   | -                         | -                   | -                         | -                   | -                         | -                   | -                         | -                   | -                         |
| Partido Popular (PP)                                         | 0,89                | 0                         | -                   | -                         | -                   | -                         | -                   | -                         | 1,27                | 0                         | 0,59                | 0                         |
| Partido Socialista de Euskadi-Euskadiko Ezkerra (PSE-EE)     | 0,00                | 0                         | 5,56                | 0                         | 14,29               | 0                         | 0,67                | 0                         | -                   | -                         | -                   | -                         |
| Eduardo Loma Vadillo                                         | -                   | -                         | 25,93               | 1                         | -                   | -                         | 17,33               | 0                         | -                   | -                         | -                   | -                         |
| Bildu                                                        | -                   | -                         | 19,44               | 0                         | -                   | -                         | -                   | -                         | -                   | -                         | -                   | -                         |
| Agrupación Electores de Salinas (AES)                        | -                   | -                         | -                   | -                         | 38,57               | 2                         | 40,67               | 3                         | 24,05               | 1                         | -                   | -                         |
| Acción Nacionalista Vasca (EAE-ANV)                          | -                   | -                         | -                   | -                         | 37,14               | 1                         | -                   | -                         | -                   | -                         | -                   | -                         |
| Unidad Alavesa (UA)                                          | -                   | -                         | -                   | -                         | -                   | -                         | 1,33                | 0                         | 1,09                | 0                         | 14,12               | 0                         |
| Euskal Herritarrok (EH)                                      | -                   | -                         | -                   | -                         | -                   | -                         | -                   | -                         | 15,19               | 0                         | -                   | -                         |
| Candidatura Añana Kandidatura (CAK)                          | -                   | -                         | -                   | -                         | -                   | -                         | -                   | -                         | -                   | -                         | 50,59               | 3                         |

## Salinas de Añana

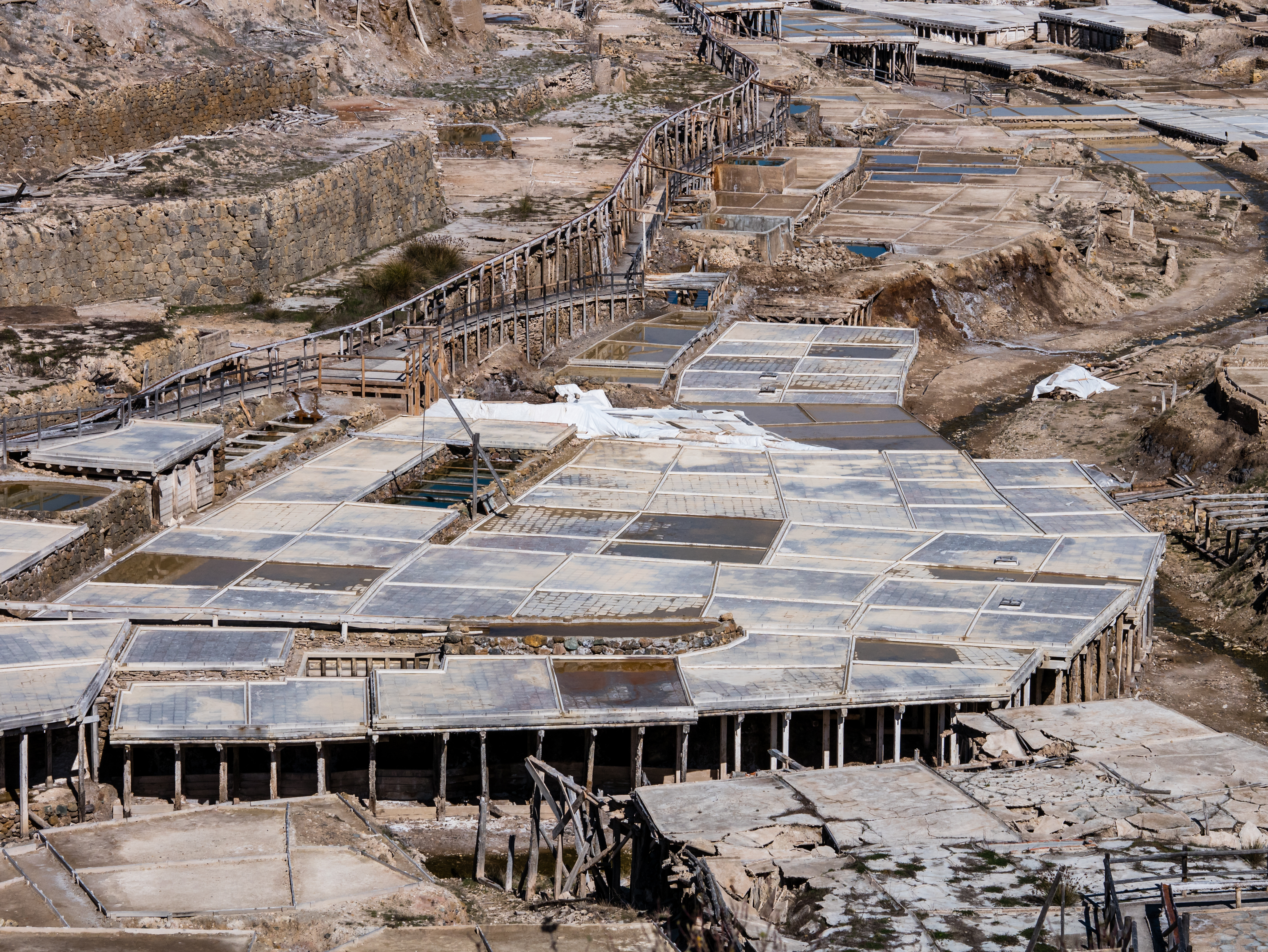
Salinen von Salinas de Añana
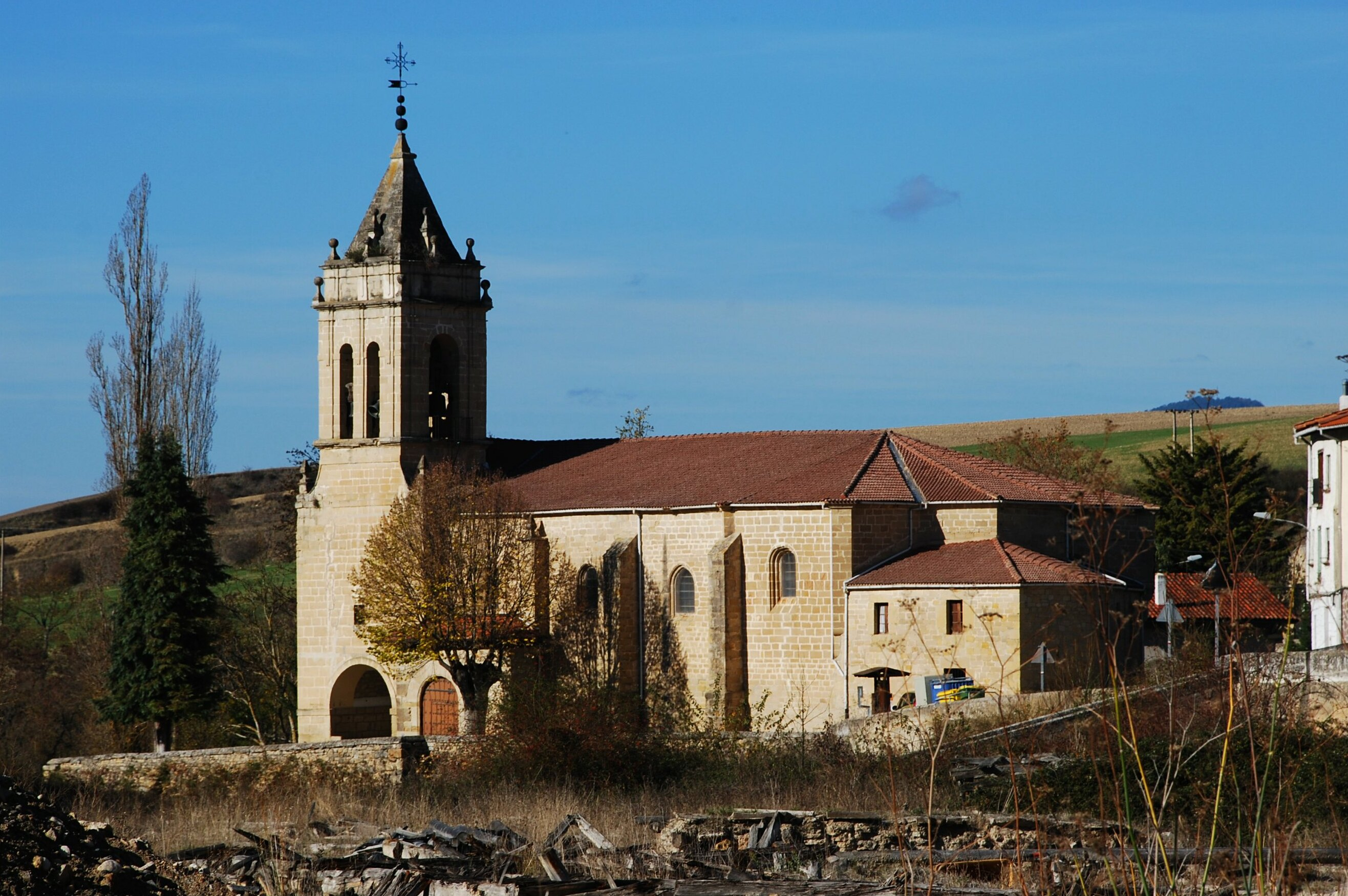
Kirche Santa María de Villacones
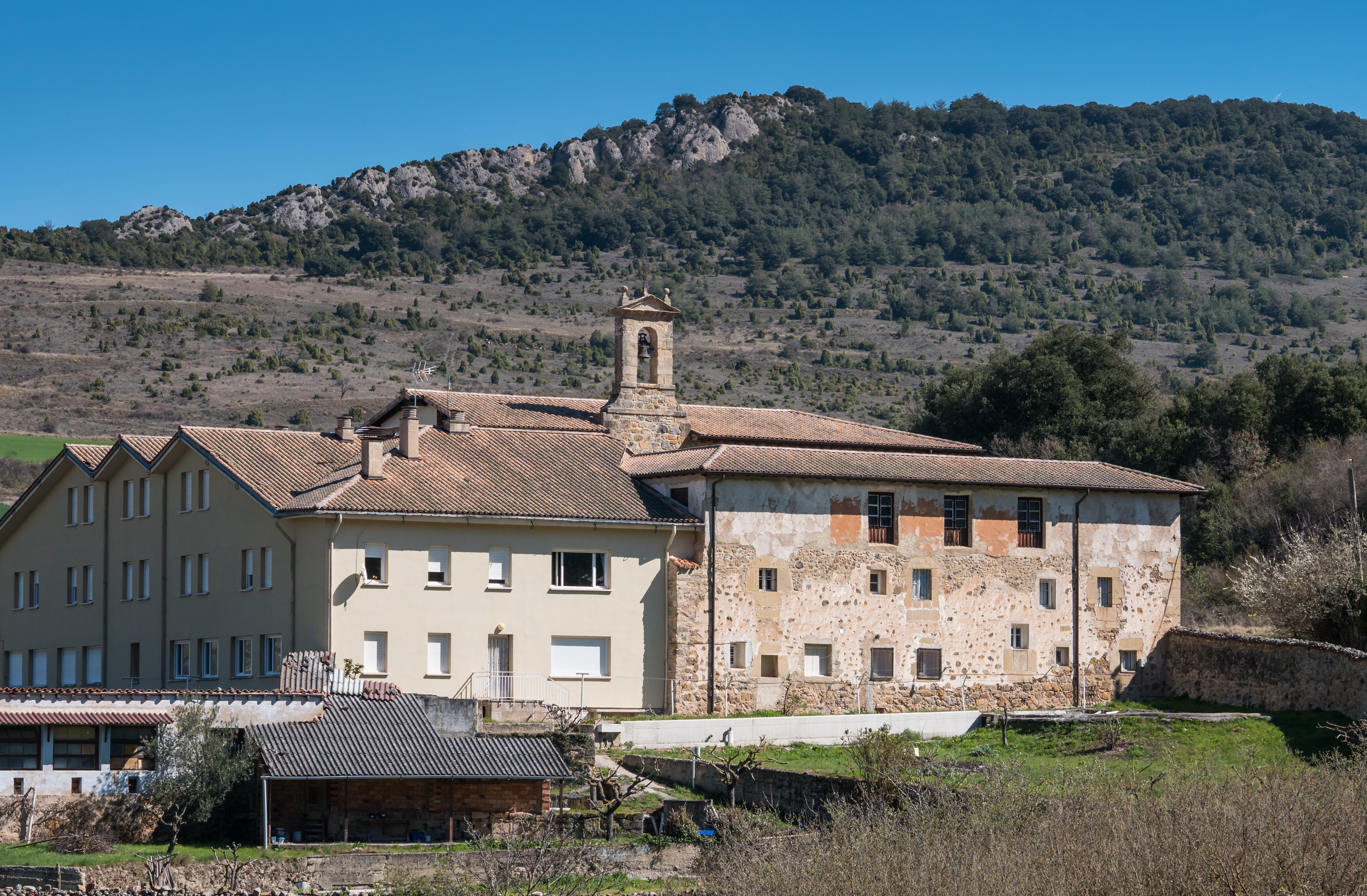
Kloster Comendadoras de San Juan de Acre
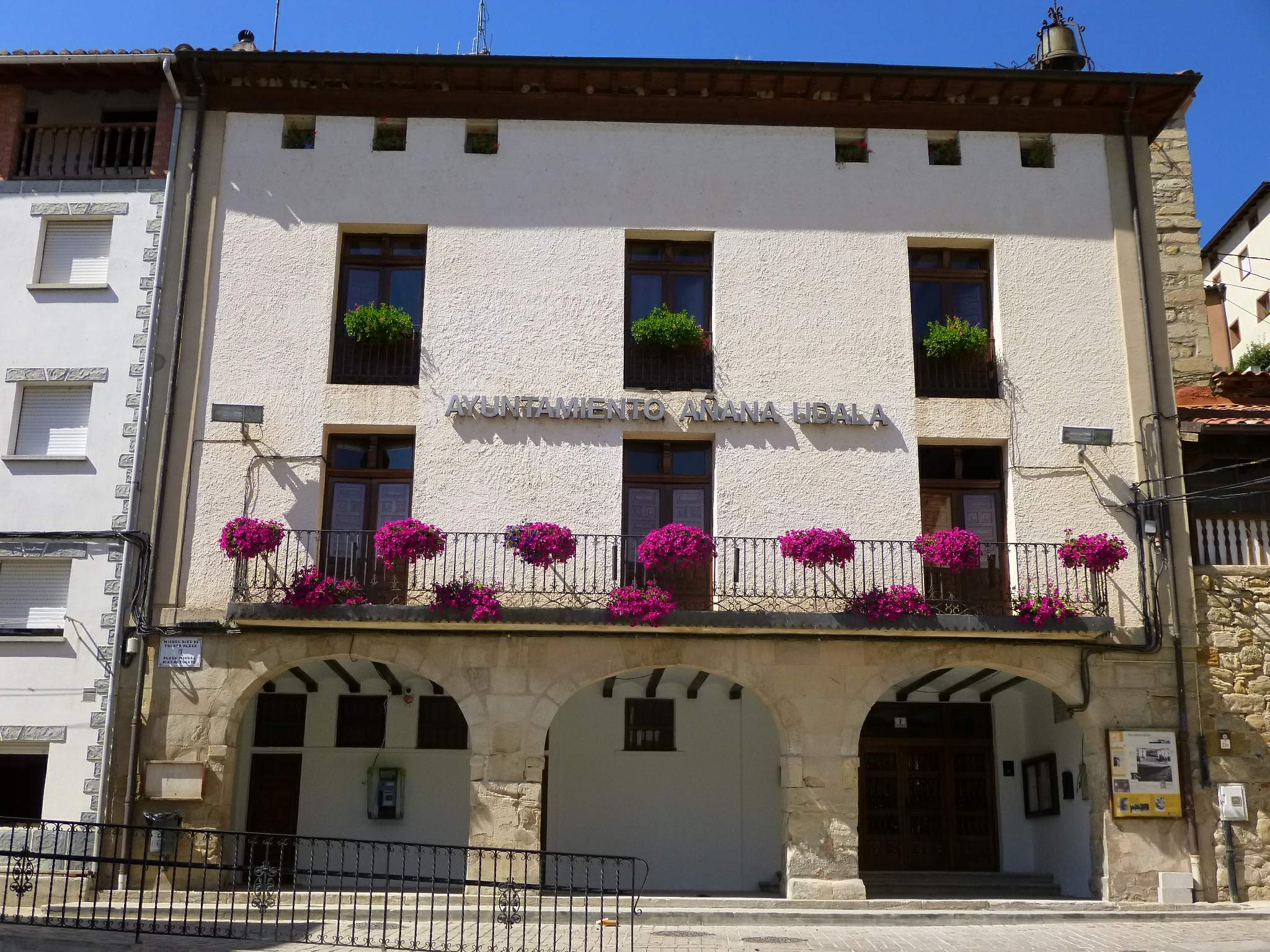
Rathaus von Salinas de Añana

Salinas de Añana (auf Baskisch Gesaltza Añana) ist das wichtigste Bevölkerungszentrum und Hauptstadt der Gemeinde Añana.
Salinas de Añana hat Salzwasserquellen, die den Fluss Muera bilden, wobei die unterirdischen Wasserläufe durch Salzsedimente fließen, bevor sie an die Oberfläche kommen und deren Nutzung seit dem Jahr 822 dokumentiert ist. Die Salinen des Valle Salado zusammen mit denen von Poza de la Sal waren die wichtigsten auf der gesamten iberischen Halbinsel.
Im Mittelalter blühte Salinas de Añana mit dem Verkauf von Salz auf, die Stadt wurde 1126 von Alfonso I. gegründet und wurde aufgrund der Privilegien, die Alfons VI. 1140 gewährte, zur ältesten Stadt in Álava.
Die Salzbergwerke sind seit Mitte des 20. Jahrhunderts aufgegeben und ihr Holz wurde schnell abgebaut. Sie wurden kürzlich zum historischen Denkmal erklärt und werden derzeit aufgrund ihres ethnografischen und touristischen Werts restauriert. 2017 wurde es von der Ernährungs- und Landwirtschaftsorganisation der Vereinten Nationen in die Liste der Globally Important Agricultural Heritage Systems aufgenommen.
Andere bemerkenswerte Denkmäler in der Stadt sind das Kloster Comendadoras de San Juan de Acre mit Templerorden-Ursprung und die Kirche Santa María de Villacones (13. bis 15. Jahrhundert).